# Cuori di mostro
Cuori di mostro è un gioco di ruolo indie di Avery Alder, originariamente pubblicato dalla Buried Without Ceremony e pubblicato in Italia da Narrattiva nella sua prima e seconda versione.

## Ambientazione
Il gioco si ispira aTwilight, Buffy, l’Ammazza Vampiri, Life is Strange, The Vampire Diaries, Teen Wolf, Licantropia Evolution.
Cuori di mostro è un gioco che parla delle vite incasinate di adolescenti, ragazzi e ragazze che vivono la vita di tutti i giorni, ma questa è solo la superficie perché in realtà loro sono anche dei mostri. Vampiri, streghe, licantropi, fate, esseri con una parte oscura pronta a emergere in qualunque momento. Il gioco esplora le dinamiche adolescenziali. La mostruosità dei personaggi è al tempo stesso letterale e allegorica. È un gioco che esplora la confusione del passaggio dal corpo infantile a quello adulto, il terrore d'avere un corpo che cambia incontrollatamente, l’alienazione, la vergogna, il bullismo, le etichette, le maschere, i pregiudizi, la sessualità volubile, la violenza, i comportamenti auto-distruttivi, le disfunzionali relazioni adolescenziali.
Cuori di mostro è ambientato in una scuola superiore che viene descritta assieme a tutta l'ambientazione, da tutte le persone giocanti durante la creazione dei personaggi. Viene disegnata l'aula della loro classe e le persone giocanti inseriscono i posti in cui siedono i loro personaggi e definiscono le relazioni dei loro personaggi. Ogni giocante sceglie innanzitutto la classe del proprio personaggio (detta Pelle), la quale rappresenta sia un tipo di mostro che una metafora delle difficoltà adolescenziali. Così il Mannaro è aggressivo e fisicamente pericoloso ed esplora i problemi di gestione della rabbia, il Vampiro si incentra sulla manipolazione affettiva enfatizzata dalla sua carica erotica, il Fantasma invisibile per chiunque cerca disperatamente attenzione e sostegno emotivo e deve affrontare un trauma irrisolto, la Strega è vendicativa e riservata. 

## Regolamento
Il o la Master (nel gioco Maestro di Cerimonie o MC) ha le stesse autorità narrative di un o una Master tradizionale, ma ha principi, priorità e obiettivi chiari da perseguire. Questo senza dimenticare, però, la responsabilità dell'intero gruppo di gioco nel portare avanti un'esperienza soddisfacente e con un occhio di riguardo per la sicurezza emotiva delle persone giocanti (il manuale della seconda edizione italiana ha una sezione di quasi 10 pagine dedicate a quest'ultimo aspetto, intitolata "Tieni il cuore al sicuro").
In molti momenti, alle persone giocanti viene concessa l'autorità narrativa per inserire elementi nella fiction al di là del loro personaggi. In base a quello che le persone giocanti fanno nella fiction, si attivano o no determinate meccaniche, le quali concorrono sempre a modificare la fiction; le azioni si risolvono tirando due dadi a sei facce e aggiungendo il relativo modificatore. I livelli di successo sono calcolati in base a una scala di successo totale, successo parziale o fallimento. Contrariamente alla maggior parte dei giochi di ruolo, i personaggi guadagnano esperienza fallendo il tiro.
Giocando sessioni di 3-4 ore, questo porta a campagne idealmente di circa 10-12 sessioni.

## Riconoscimenti
Il gioco ha ricevuto molti riconoscimenti: si è classificato finalista agli Indie RPG Awards 2012 e al Game of the Year, ed è stato selezionato per il Golden Geek RPG of the Year 2012, per il Gioco dell'anno al Lucca Comics & Games, e per gli Origins Awards 2013 Best Roleplaying Game.

## Curiosità
Il nome dell’autrice è cambiato tra la prima e la seconda edizione perché è una donna transessuale.